# Richard Groenendaal
Richard Marinus Anthonius Groenendaal ('s-Hertogenbosch, 13 luglio 1971) è un ex ciclocrossista, ciclista su strada e mountain biker olandese, professionista dal 1993 al 2009.
Attivo soprattutto nel ciclocross, in questa specialità si è laureato campione del mondo nel 2000 e ha per due volte conquistato la medaglia d'argento. Si è aggiudicato anche tredici prove di Coppa del mondo e per tre volte, nelle annate 1997-1998, 2000-2001 e 2003-2004, la classifica generale di Coppa (in altre tre edizioni si è piazzato secondo); ha infine fatto sue complessivamente 20 prove di Superprestige, competizione che lo ha visto vincere nel 1998 e nel 2001 e salire sul podio in un totale di sette occasioni.
È figlio dell'ex ciclocrossista Rein Groenendaal, attivo da professionista negli anni 1980.

## Palmarès

### Cross
- 1989-1990 (Dilettanti)

Campionato olandese Dilettanti
- 1990-1991 (Dilettanti)

Campionato olandese Dilettanti
Vlaamse Witloof Veldrit (Vossem)
- 1992-1993 (Dilettanti)

Sylvestercross (Soestduinen)
Campionato olandese Dilettanti
- 1993-1994

Ciclocross (Telleriarte)
Campionato olandese
- 1994-1995

Vlaamse Witloof Veldrit (Vossem)
Ciclocross (Drachten)
Bavaria Veldrit (Lieshout)
Ciclocross (Telleriarte)
Sylvestercross (Soestduinen)
Radquer Wetzikon, 5ª prova Superprestige (Wetzikon)
- 1995-1996

Velká Cena Města Tábora (Tábor)
Grote Prijs Montferland (Zeddam)
Campionato olandese
Grote Prijs Adrie van der Poel (Hoogerheide)
Cyclo-Cross International, 10ª prova Superprestige (Harnes)
- 1996-1997

Internationales Radquer (Steinmaur)
Ciclocross, 1ª prova Coppa del mondo (Eschenbach)
Ciclocross (Zurigo-Waid)
Ciclocross, 2ª prova Coppa del mondo (Prata di Pordenone)
Cyclocross Gavere, 2ª prova Superprestige (Asper-Gavere)
Cyclo-Cross International, 4ª prova Coppa del mondo (Nommay)
Sylvestercross (Soestduinen)
Vlaamse Witloof Veldrit (Vossem)
- 1997-1998

Ciclocross (Hägendorf)
Internationales Radquer (Steinmaur)
Ciclocross, 1ª prova Coppa del mondo (Eschenbach)
Cyclo-Cross de Dijon (Digione)
Ciclocross (Zurigo-Waid)
Cyclo-Cross de Brouilly (Odenas)
Cyclocross Gavere, 1ª prova Superprestige (Asper-Gavere)
Grote Prijs Richard Groenendaal, 2ª prova Superprestige (Sint-Michielsgestel)
Vlaamse Industrieprijs Bosduin (Kalmthout)
Internationale Veldrit van Gieten, 3ª prova Superprestige (Gieten)
Vlaamse Druivenveldrit, 6ª prova Superprestige (Overijse)
Grote Prijs Rouwmoer, prova Gazet van Antwerpen Trofee (Essen)
Duinencross, 4ª prova Coppa del mondo (Koksijde)
Campionato olandese
Internationale Veldrit, 6ª prova Coppa del mondo (Heerlen)
Classifica generale Coppa del mondo
Cyclo-Cross International, 9ª prova Superprestige (Harnes)
Classifica generale Superprestige
- 1998-1999

Openingsveldrit (Harderwijk)
Cyclo-Cross Praha (Praga)
Ciclocross (Zurigo-Waid)
Ciclocross, 1ª prova Coppa del mondo (Eschenbach)
- 1999-2000

Ciclocross (Zurigo-Waid)
Cyclocross Gavere, 2ª prova Superprestige (Asper-Gavere)
Vlaamse Druivenveldrit, 6ª prova Superprestige (Overijse)
Internationale Vlaamse-Veldrit, 7ª prova Superprestige (Diegem)
Azencross, prova Gazet van Antwerpen Trofee (Loenhout)
Campionato olandese
Campionato del mondo
Veldrit Pijnacker (Pijnacker)
Cyclo-Cross International, 10ª prova Superprestige (Harnes)
Internationale Veldrit, 11ª prova Superprestige (Heerlen)
Grote Prijs Adrie van der Poel (Hoogerheide)
- 2000-2001

Cyclocross Ruddervoorde, 1ª prova Superprestige (Ruddervoorde)
Ciclocross, 1ª prova Coppa del mondo (Bergamo)
Grote Prijs Richard Groenendaal, 3ª prova Superprestige (Sint-Michielsgestel)
Internationale Veldrit, 4ª prova Superprestige (Gieten)
Grand Prix Julien Cajot, 3ª prova Coppa del mondo (Leudelange)
Kasteelcross (Zonnebeke)
Grote Prijs Adrie van der Poel (Hoogerheide)
Campionato olandese
Cyclo-Cross, 6ª prova Coppa del mondo (Pontchâteau)
Classifica generale Coppa del mondo
Internationale Veldrit (Heerlen)
Classifica generale Superprestige
- 2001-2002

Duinencross (Koksijde)
Internationale Veldrit, 6ª prova Coppa del mondo (Heerlen)
Veldrit Pijnacker (Pijnacker)
Cyclo-Cross International, 7ª prova Superprestige (Harnes)
Vlaamse Trofee Deschacht, 8ª prova Superprestige (Vorselaar)
- 2002-2003

Nacht van Woerden (Woerden)
Koppenbergcross, 1ª prova Gazet van Antwerpen Trofee (Oudenaarde)
Internationale Cyclo-cross (Huijbergen)
Internationales Radquer (Steinmaur)
Vlaamse Industrieprijs Bosduin, 2ª prova Coppa del mondo (Kalmthout)
Kersttrofee (Hofstade)
Grote Prijs Montferland (Zeddam)
Campionato olandese
Veldrit Pijnacker (Pijnacker)
- 2003-2004

Campionato olandese
Veldrit Pijnacker, 6ª prova Coppa del mondo (Pijnacker)
Classifica generale Coppa del mondo
Internationale Sluitingsprijs, 6ª prova Gazet van Antwerpen Trofee (Oostmalle)
- 2004-2005

Jaarmarktcross Niel, 2ª prova Gazet van Antwerpen Trofee (Niel)
Centrumcross (Surhuisterveen)
Campionato olandese
Internationale Veldrit (Heerlen)
- 2005-2006

Nacht van Woerden (Woerden)
Internationale Veldrit van Gieten, 5ª prova Superprestige (Gieten)
Centrumcross (Surhuisterveen)
- 2006-2007

Centrumcross (Surhuisterveen)

### Strada
- 1991 (Dilettanti)

Drienlanden Omloop
- 1993 (Dilettanti)

4ª tappa, 1ª semitappa Teleflex Tour
3ª tappa Delta Tour
- 1997

9ª tappa Rheinland-Pfalz-Rundfahrt

### Mountain bike
- 1997

Campionati olandesi, Cross country

## Piazzamenti

### Competizioni mondiali
- Campionati del mondo di ciclocross

Pontchâteau 1989 - Juniores: vincitore
Getxo 1990 - Dilettanti: 7º
Corva 1993 - Dilettanti: 5º
Koksijde 1994: 2º
Eschenbach 1995: 2º
Montreuil 1996: 8º
Monaco di Baviera 1997: 17º
Middelfart 1998: 9º
Poprad 1999: ritirato
Sint-Michielsgestel 2000: vincitore
Tábor 2001: 24º
Zolder 2002: 4º
Monopoli 2003: 17º
Pontchâteau 2004: ritirato
St. Wendel 2005: 16º
Zeddam 2006: 21º
Hooglede 2007: 6º
Treviso 2008: 12º
Hoogerheide 2009: 38º
- Coppa del mondo di ciclocross

1993-1994: 8º
1994-1995: 8º
1995-1996: 2º
1996-1997: 2º
1997-1998: vincitore
1998-1999: 6º
1999-2000: 2º
2000-2001: vincitore
2001-2002: 4º
2002-2003: 4º
2003-2004: vincitore
2004-2005: 6º
2005-2006: 8º
2007-2008: 7º
2008-2009: 14º
- Giochi olimpici[1]

Barcellona 1992 - In linea: 17º